# Discografia de Dr. Dre
Esta é a discografia de Dr. Dre, um rapper e produtor musical estadunidense, também conhecido por integrar o grupo N.W.A.

## Álbuns

### Estúdio
| Ano  | Título                                                                           | Posição nas paradas | Posição nas paradas | Posição nas paradas | Posição nas paradas | Certificações                                  |
| Ano  | Título                                                                           | US                  | US R&B              | CAN                 | UK                  | Certificações                                  |
| ---- | -------------------------------------------------------------------------------- | ------------------- | ------------------- | ------------------- | ------------------- | ---------------------------------------------- |
| 1992 | The Chronic - Lançado: 15 de dezembro de 1992 - Gravadora: Death Row, Interscope | 3                   | 1                   | —                   | 43                  | - US: 3× Platina                               |
| 1999 | 2001 - Lançado: 16 de novembro de 1999 - Gravadora: Aftermath Ent., Interscope   | 2                   | 1                   | 3                   | 4                   | - US: 6× Platina - CAN: 5× Platina - AUS: Ouro |
| 2015 | Compton - Lançado: 7 de agosto de 2015 - Gravadora: Aftermath Ent., Interscope   | 2                   | 1                   | 1                   | 1                   | - US: Ouro                                     |

### Compilações não oficiais
| Ano                                                             | Álbum                          | Posição nas paradas | Posição nas paradas | Posição nas paradas |
| Ano                                                             | Álbum                          | US                  | US R&B              |                     |
| --------------------------------------------------------------- | ------------------------------ | ------------------- | ------------------- | ------------------- |
| 1994                                                            | Concrete Roots                 | 43                  | 17                  |                     |
| 1996                                                            | First Round Knock Out          | 52                  | 18                  |                     |
| 1996                                                            | Back 'n the Day                | —                   | —                   |                     |
| 1996                                                            | Dr. Dre Presents the Aftermath | 6                   | 3                   |                     |
| 2001                                                            | The Wash                       | —                   | —                   |                     |
| 2002                                                            | Chronicle: Best of the Works   | —                   | —                   |                     |
| 2005                                                            | Dretox                         | —                   | —                   |                     |
| 2005                                                            | Pretox                         | —                   | —                   |                     |
| 2006                                                            | Chronicles: Death Row Classics | —                   | 84                  |                     |
| 2007                                                            | Death Row Dayz                 | —                   | —                   |                     |
| 2008                                                            | Detox: Millenium Of Aftermath  | —                   | —                   |                     |
| 2008                                                            | Detoxification                 | —                   | —                   |                     |
| "—" denota um álbum que não consta na parada ou não foi lançado |                                |                     |                     |                     |

## Singles

### Solo
| Ano  | Canção                                                                      | Posição nas paradas | Posição nas paradas | Posição nas paradas | Posição nas paradas | Certificações da RIAA | Álbum                           |
| Ano  | Canção                                                                      | US Hot 100          | US R&B              | US Rap              | UK                  | Certificações da RIAA | Álbum                           |
| ---- | --------------------------------------------------------------------------- | ------------------- | ------------------- | ------------------- | ------------------- | --------------------- | ------------------------------- |
| 1992 | "Deep Cover" (introduzindo Snoop Dogg)                                      | –                   | 46                  | 4                   | –                   | —                     | Deep Cover                      |
| 1992 | "Puffin' On Blunts & Drankin" (featuring The Lady of Rage & Tha Dogg Pound) | –                   | —                   | —                   | —                   | —                     | Death Row – Ultimate Collection |
| 1993 | "Nuthin' but a "G" Thang" (featuring Snoop Dogg)                            | 2                   | 1                   | 1                   | 31                  | Platinum              | The Chronic                     |
| 1993 | "Fuck wit Dre Day (and Everybody's Celebratin')" (featuring Snoop Dogg)     | 8                   | 6                   | 13                  | 59                  | Gold                  | The Chronic                     |
| 1993 | "Let Me Ride"                                                               | 34                  | 34                  | 3                   | 31                  | —                     | The Chronic                     |
| 1994 | "Natural Born Killaz" (dueto com Ice Cube)                                  | 95                  | –                   | –                   | –                   | —                     | Murder Was the Case             |
| 1994 | "Lil Ghetto Boy" (featuring Snoop Dogg & Daz Dillinger)                     | –                   | –                   | –                   | –                   | —                     | The Chronic                     |
| 1995 | "Keep Their Heads Ringin'"                                                  | 10                  | 10                  | 1                   | 25                  | Gold                  | Friday                          |
| 1996 | "East Coast West Coast Killas" (Group Therapy)                              | –                   | –                   | –                   | –                   | —                     | Dr. Dre Presents the Aftermath  |
| 1996 | "Been There, Done That" 1                                                   | –                   | 19                  | –                   | –                   | —                     | Dr. Dre Presents the Aftermath  |
| 1998 | "Zoom" (com LL Cool J)                                                      | –                   | 101                 | –                   | 15                  | —                     | Bulworth                        |
| 1999 | "Still D.R.E." (featuring Snoop Dogg)                                       | 93                  | 32                  | 11                  | 6                   | —                     | 2001                            |
| 2000 | "Forgot About Dre" (featuring Eminem)                                       | 25                  | 14                  | –                   | 7                   | —                     | 2001                            |
| 2000 | "The Next Episode" (featuring Kurupt, Snoop Dogg & Nate Dogg)               | 23                  | 11                  | 9                   | 3                   | —                     | 2001                            |
| 2001 | "The Wash" (feat. Snoop Dogg)                                               | 107                 | 43                  | –                   | –                   | —                     | The Wash                        |
| 2001 | "Bad Intentions" (feat. Knoc-Turn'Al)                                       | 106                 | 33                  | –                   | 4                   | —                     | The Wash                        |
| 2010 | "Kush" (featuring Snoop Dogg, Akon)                                         | 34                  | 43                  | 11                  | 57                  |                       | Detox                           |
| 2010 | "I Need a Doctor" (featuring Eminem, Skylar Grey)                           | 4                   | 124                 | 16                  | 8                   | 2× Platinum           | Detox                           |

1 Não consta nas paradas depois da data de lançamento.

### Outras canções
| Ano  | Canção                                                        | Posição nas paradas | Álbum        |
| Ano  | Canção                                                        | U.S. R&B            | Álbum        |
| ---- | ------------------------------------------------------------- | ------------------- | ------------ |
| 1999 | "Fuck You" (feat. Snoop Dogg & Devin The Dude)                | 61                  | 2001         |
| 1999 | "Let's Get High" (feat. Kurupt, Hittman, & Ms. Roq)           | 72                  | 2001         |
| 1999 | "Xxplosive" (featuring Hittman, Kurupt, Nate Dogg, & Six-Two) | 51                  | 2001         |
| 1999 | "What's the Difference" (feat.Xzibit & Eminem)                | 76                  | 2001         |
| 2001 | "Put It On Me" (feat. DJ Quik)                                | 62                  | Training Day |